# Martin Staemmler
Martin Staemmler, né le 23 octobre 1890 à Duschnik (province de Posnanie) et décédé le 6 juin 1974  à Kiel, est un médecin allemand.

## Biographie
Il est le troisième d'une famille de huit enfants, fils du pasteur Johannes Staemmler. D'abord scolarisé à Bromberg, Gnesen puis Posen, il étudie ensuite la médecine dans différentes universités allemandes, dont Berlin où il obtient finalement son doctorat.
Staemmler sert en tant que médecin de bataillon à partir de 1915, durant la Première Guerre mondiale. Il obtient en 1922 une habilitation pour l'anatomie pathologique à Göttingen. En 1926, il devient professeur extraordinaire à Giessen et en 1927 directeur de l'Institut de pathologie et d'hygiène de la ville de Chemnitz. Il acquiert en 1928 une chaire à l'université de Leipzig.
En 1931, Staemmler rejoint le NSDAP, et devient référent pour le Rassenpolitisches Amt (Office des politiques raciales). En 1934, il est nommé professeur à l'université de Kiel et en 1935 à l'université de Breslau, où il est recteur de 1938 à 1943. Avec le début de la guerre, il devient conseiller au Commandement général de Breslau et coéditeur de la revue Volk und Rasse (Peuple et Race).
En 1950, Staemmler devient directeur de l'Institut de pathologie-bactériologie des Hôpitaux d'Aix-la-Chapelle. À partir de 1960, il dirige le département pathologie du laboratoire pharmaceutique Grünenthal à Stolberg.

## Écrits (liste incomplète)
- (de) Rassenpflege im völkischen Staat. München: Lehmann 1933
- (de) (avec Alfred Kühn et Friedrich Burgdörfer) Erbkunde, Rassenpflege, Bevölkerungspolitik: Schicksalsfragen des deutschen Volkes. Leipzig: Quelle & Meyer 1935
- (de) Deutsche Rassenpflege. Hamburg: Berg & Otto 1939